# Maoriella ecdema
Maoriella ecdema är en mångfotingart som beskrevs av Crabill 1964. Maoriella ecdema ingår i släktet Maoriella och familjen storjordkrypare. Inga underarter finns listade i Catalogue of Life.